# When All Is Said and Done
A When All Is Said and Done című dal a svéd ABBA együttes 1981. december 31-én megjelent kislemeze The Visitors című utolsó stúdióalbumukról. A dalt Anni-Frid Lyngstad énekli. A kislemez csupán az Egyesült Államokban jelent meg, B. oldalán az albumon nem publikált "Should I Laugh or Cry" című dallal. A dal az amerikai Billboard Hot 100 slágerlistára is felkerült, a 27. helyre.

## Áttekintés
Az együttes két házaspárból állt, melyből Björn Ulvaeus és Agnetha Fältskog a The Winner Takes It All megjelenésekor már elváltak, majd őket követte Benny Andersson és Anni-Frid Lyngstad a dal megjelenésekor.
A dal felvételei 1981 márciusában kezdődtek, amikor már Andersson és Lyngstad egy hónapja elvált emberek voltak. Mégis érezhető volt a zűrzavar a stúdióban, és ez rányomta a bélyegét a közös munkára is.
A dalban Frida kifejezte mindazt, amin a válás során keresztülmentek. Az első felvételeket teljesen megváltoztatták, melyről Frida később emlékezett: "Minden szomorúságom benne volt a dalban."
Az ABBA felvett egy spanyol nyelvű változatot is "No Hay a Quien Culpar" címmel, mely Mexikóban, és Észak-Amerikában jelent meg. A spanyol nyelvű változatot Buddy és Mary McCluskey írták. Melynek az angol fordítása a "No One Is to Blame" lett lefordítva spanyol nyelve. A dalt kicsit átremixelték, és az eredeti angol változathoz képest a spanyol nyelvű változat kicsit melegebb érzést keltett.

## Videóklip
A dalhoz tartozó videót Lasse Hallström rendezte, melyet a tengeren forgattak, a stockholmi szigetvilágban. A dal spanyol változatához októberben készítettek klipet. Ennek eredményeképpen az angol változat részei is szerepelnek a spanyol változatban. Különösképpen, hogy mindkét videóhoz más-más frizurája volt Fridának. Ez látható a spanyol változatban is.

## Fogadtatás
A legtöbb országban az One of Us című kislemez jelent meg először a The Visitors című albumról, azonban az Atlantic Records a "When All Is Said and Done"-t választotta, így csupán az Egyesült Államokban jelent meg a dal kislemezen, mely csupán a 27. helyre került a Billboard listán. Ez volt a csapat 14. és legutolsó Top 40-es slágere.
A dal 10. helyezett volt az Adult Contemporary slágerlistán, valamint az utolsó Top 10-es slágere volt a Billboard Dance/Disco kislemezlistáján, ahol a 8. helyig jutott.
A dal Kanadában is sikeres volt, és 1982. márciusában a 4. helyezett volt az Adult Contemporary listán, ahol kilenc hetet töltött el.
A dalt Ausztráliában is kiadták a "Soldier" című dallal együtt, mely a kislemez B. oldalán szerepelt. A dal 81. helyezett volt az országban.

## Megjelenések
7"  Atlantic – 3889
- A	When All Is Said And Done	3:20
- B	Should I Laugh Or Cry	4:30

## Slágerlista
| Slágerlista (1982)                                    | Legjobb helyezés |
| ----------------------------------------------------- | ---------------- |
| Ausztrália Australian Singles Chart                   | 81               |
| Kanada Canada Adult Contemporary                      | 4                |
| Amerikai Egyesült ÁllamokBillboard Hot 100            | 27               |
| Amerikai Egyesült ÁllamokBillboard Adult Contemporary | 10               |
| Amerikai Egyesült ÁllamokBillboard Dance/Disco        | 8                |

## Feldolgozások
- 1996-ban a brit énekesnő Hazel Dean készítette el saját változatát a "The Winner Takes It All: Hazel Dean Sings Abba" című albumára.
- A dal hangszeres változatát készítették el a 2004-es ABBA emlékalbum a Funky ABBA lemezre. Nils Landgren zenész mellett Benny Andersson is közreműködött zongorán, és a svéd jazzénekesnő Viktoria Tolstoy énekelt.
- 2006-ban a svéd operaénekesnő Anne Sofie von Otter vette fel saját változatát az I Let the Music Speak című albumra.
- A dal eurodance változatát DJ Ensamble készítette el a Trancing Queen című albumára, mely később megjelent a 2007-es Remixland Summer 2007 című válogatáslemezen is.[9]
- 2007-ben a The Idea of North előadta a dal acapella változatát, mely szerepel a Lie at the Powerhouse CD-n és DVD-n.
- 2018-ban a norvég jazzénekes Inger Marie Gundersen készítette el saját változatát, mely Feels Like Home című albumán szerepel.

## Mamma Mia változat
A dal felcsendül a Mamma Mia! című filmben is Sam Carmichael révén (Pierce Brosnan játssza), melyet Meryl Streep is énekelt mely lényegesen különbözik az eredeti változattól, nem csak abban, hogy balladává alakították át, hanem mert Björn Ulvaeus a film számára megváltoztatta a dalszöveg egy részét:
| „ | " It's been there in my dreams, the scene I see unfold. True at last, flesh and blood, to cherish and to hold Careless fools will suffer, yes, I know and I confess: Once I lost my way when something good had just begun Lesson learned – it's history – when all is said and done" | ” |
|   | |   |

A filmben a dalszövegnek teljesen más jelentősége van, mint az eredetiben. A párokat külön utakon ábrázolja, majd két szeretőt mutat be, akik újra egymásra találnak. Ez az egyetlen dal, mely nem szerepel az eredeti színpadi változatban.